# Werner Possardt
Werner Possardt (* 12. April 1951 in Schwabmünchen; † 30. Dezember 2004 in Phuket, Thailand) war ein deutscher Schauspieler, Filmproduzent und Regisseur.
Werner Possardt studierte Theaterwissenschaften und absolvierte eine Ausbildung an der Westfälischen Schauspielschule in Bochum. Danach spielte er zunächst an diversen Stadttheatern. 1977 stand er für Rainer Werner Fassbinder im Film Deutschland im Herbst vor der Kamera. 1979 gründete er in Essen die „Dr. Muschnik Filmproduktion“, 1980 in Köln die „Calypso-Filmproduktion“.
1985 führte er bei der ersten deutschen Science-Fiction-Komödie Xaver und sein außerirdischer Freund Regie. Von 1989 bis 1993 verkörperte Possardt die Rolle des Otto Pichelsteiner in der Fernsehserie Lindenstraße der ARD.
In den 1990er Jahren machte er sich einen Namen als vielbeschäftigter Produzent für Fernsehen (z. B. Der Venusmörder (RTL), Der Schnapper – Blumen für den Mörder (ZDF)) und Kino (z. B. Sisi und der Kaiserkuß (1991), Probefahrt ins Paradies (1992), Fandango – Members Only (2000)).
Anfang der 2000er musste seine Filmproduktion Insolvenz anmelden, eine schwere Krankheit machte eine Nierentransplantation erforderlich. Bei dem Erdbeben im Indischen Ozean 2004 wurde er so schwer verletzt, dass er wenige Tage später im Alter von 53 Jahren starb. Er hinterließ eine Ehefrau und zwei Kinder. Seine Grabstätte befindet sich auf dem Kölner Melaten-Friedhof.